# セルジオ・スティヴァレッティ
セルジオ・スティヴァレッティ（Sergio Stivaletti, 1957年3月15日 - ）は、イタリア共和国ラツィオ州ローマ出身の特殊効果アーティスト、特殊メイクアーティスト、映画監督である。正確な表記はセルジョ・スティヴァレッティ。

## 人物
主に1980年代以降のダリオ・アルジェントが監督、プロデュースした映画の特殊効果を手掛けていることで知られる。
美術制作からキャリアを初め、モンスターなどの特殊造形、特殊メイク、ロボット工学、コンピュータグラフィックスといった幅広い技術を駆使したSFX効果を得意としている。

## 経歴
1957年ローマ生まれ。芸術家の両親のもとに生まれ、少年時代に『2001年宇宙の旅』（1968）を見て映画制作に興味を持つが、その後医学部に進学する。
義姉のルチアーナ・モロゼッティがプピ・アヴァティ監督作品の美術・衣装デザイナーだったことから、ローマ・ラ・サピエンツァ大学在学中に、アヴァティ作品の美術制作係として映画界入り。小道具として使用される18世紀の眼鏡やミニチュアのエッフェル塔を制作する。
その後、美術係から特殊効果技師に転向し、リッカルド・フレーダ監督のミステリー映画『マーダー・オブセッション/殺人狂』（1981）の特殊効果アシスタントを担当。当時スティヴァレッティは本作の特殊効果技師アンジェロ・マッテイの助手をつとめており、『インフェルノ』（1980）の撮影現場でダリオ・アルジェント監督とは会っていたという。
翌年にはセルジオ・マルティーノ監督のスリラー『死霊の暗殺/エトルスカン』（1981）で特殊効果を担当する。
その後、ダリオ・アルジェント監督に注目され『フェノミナ』（1984）の特殊メイクを担当。奇形児のメイクアップ、多数の死体造形、虫の大群の視覚効果を手掛けた。
続いてダリオ・アルジェントがプロデュースしたランベルト・バーヴァ監督作『デモンズ』（1985）の特殊メイクを手掛ける。本作では主にモンスターなどの特殊造形及び操作と、デモンズに憑依された人間の特殊メイクのデザインを手掛けた。
以降もダリオ・アルジェントとの関係が続く。アルジェントの依頼により『デモンズ2』（1986年）、『オペラ座/血の喝采』（1988年）、『デモンズ3』（1989）、『デモンズ4』（1990）でも特殊効果を担当。これらの作品では特殊メイクは『デモンズ』で組んだロザリオ・プレストピーノに任せ、スティヴァレッティはモンスターや動物の造形と操作や、殺人シーンのトリック撮影に専念するようになる。
90年代になるとアルジェント監督の『スタンダール・シンドローム』（1996）で、イタリア映画で初めてコンピュータグラフィックスを特殊効果に取り入れた。コンピュータグラフィックスに関しては、1992年にスティヴァレッティがアメリカでトム・サヴィーニに会った際、これからの特殊効果はCGが必要になるとアドバイスされ、すぐに準備を開始していたという。
『肉の鑞人形』（1997）で映画監督デビュー。当初はルチオ・フルチが監督として予定されていたが、フルチの死去にともない特殊効果担当のスティヴァレッティが監督を兼任することになった。
ミケーレ・ソアヴィ監督の『デモンズ'95』（1994）で特殊効果を担当し、1997年のスペインのマラガ大学国際映画週間で最優秀特殊効果賞を受賞。その後もダヴィッド・ディ・ドナテッロ賞などにノミネートされているが、現在のところ『デモンズ'95』が唯一の受賞作となっている。
現在は盟友ダリオ・アルジェント作品の特殊効果が主な仕事となっている。また、学生時代に美術係として協力したプピ・アヴァティ監督の映画にも特殊効果で参加している。
近年のインタビューにおいて、「私はスプラッター映画が好きだと思われているようだが、必ずしもそうではない。最近では喉を切り裂いたり腹を裂いたりする特殊効果を依頼されたら、ほとんどアシスタントに任せている」と回答している。また、お気に入りの自作として『呪いの迷宮/ラビリンス・イン・ザ・ダーク』（1988年）を挙げており、同作の特殊効果をレイ・ハリーハウゼンに見せたところ喜ばれたと回想している。

## その他
映画界以外の仕事としては、2010年にスター・コミックスという出版社から出版されたファンタジー・ホラー漫画『ファクター V』シリーズの作者でもある。
2011年にはイタリアの音楽グループSurgeryの新しいステージマスクをデザインした。
イタリアの特殊メイクアーティスト、ジャンネット・デ・ロッシとは不仲であったことを認めている。一方でスティヴァレッティの考えとしては、デ・ロッシが後輩のスティヴァレッティに注目を奪われたことで腹を立てた気分は理解できるとも語っている。

## 主な作品
| 公開年 | 作品名                                                             | 原題                                                                | 担当                 |
| ------ | ------------------------------------------------------------------ | ------------------------------------------------------------------- | -------------------- |
| 1978年 | ″Jazz Band″                                                        | （日本未公開）                                                      | 美術係（小道具）     |
| 1978年 | ″Le strelle nel fosso″                                             | （日本未公開）                                                      | 美術係（小道具）     |
| 1981年 | 『マーダー・オブセッション/殺人狂』                                | Murder Obsession (Follia omicida)                                   | 特殊効果アシスタント |
| 1983年 | 『死霊の暗殺/エトルスカン』                                        | Assassinio al cimitero etrusco                                      | 特殊効果アシスタント |
| 1984年 | 『フェノミナ』                                                     | Phenomena                                                           | 特殊メイク           |
| 1985年 | 『デモンズ』                                                       | Dèmoni                                                              | 特殊効果、特殊メイク |
| 1985年 | 『怒りの標的』                                                     | Miami Golem                                                         | 特殊効果             |
| 1986年 | 『デモンズ2』                                                      | Dèmoni 2: L'incubo ritorna                                          | 特殊効果             |
| 1986年 | 『片腕サイボーグ』                                                 | Vendetta dal futuro                                                 | 特殊効果             |
| 1987年 | 『オペラ座/血の喝采』                                              | Opera                                                               | 特殊効果             |
| 1987年 | 『スペクターズ/鮮血のローマ』                                      | Spettri                                                             | 特殊効果             |
| 1988年 | 『呪いの迷宮/ラビリンス・イン・ザ・ダーク』                        | Il nido del ragno                                                   | 特殊効果             |
| 1989年 | 『デモンズ3』                                                      | La chiesa                                                           | 特殊効果             |
| 1990年 | 『デモンズ4』                                                      | La setta                                                            | 特殊効果             |
| 1990年 | 『ダリオ・アルジェント ビザール・オペラ/新・鮮血のイリュージョン』 | Dario Argento: Master of Horror                                     | 出演                 |
| 1994年 | 『デモンズ'95』                                                    | Dellamorte Dellamore                                                | 特殊効果、特殊メイク |
| 1996年 | 『スタンダール・シンドローム』                                     | La sindrome di Stendhal                                             | 特殊効果             |
| 1997年 | 『肉の鑞人形』                                                     | M.D.C. - Maschera di cera                                           | 監督・特殊効果       |
| 1997年 | 『ニルヴァーナ』                                                   | Nirvana                                                             | 特殊効果             |
| 1997年 | 『ダリオ・アルジェント 鮮血のイリュージョンPART3』                 | Il mondo di Dario Argento 3: Il museo degli orrori di Dario Argento | 出演                 |
| 1998年 | 『オペラ座の怪人』                                                 | Il fantasma dell'Opera                                              | 特殊効果             |
| 2000年 | 『スカーレット・ディーバ』                                         | Scarlet Diva                                                        | 特殊効果             |
| 2001年 | 『スリープレス』                                                   | Non ho sonno                                                        | 特殊効果             |
| 2002年 | 『剥製師』                                                         | L'imbalsamatore                                                     | 特殊効果             |
| 2004年 | 『デス・サイト』                                                   | Il cartaio                                                          | 特殊効果             |
| 2004年 | ″I tre volti del terrore″                                          | （日本未公開）                                                      | 監督・脚本・特殊効果 |
| 2005年 | 『DO YOU LIKE HITCHCOOK? ドゥー・ユー・ライク・ヒッチコック?』     | Ti piace Hitchcock?                                                 | 特殊効果             |
| 2005年 | 『イタリアン・チェーンソー』                                       | Il bosco fuori                                                      | 特殊効果             |
| 2007年 | 『サスペリア・テルザ 最後の魔女』                                  | La terza madre                                                      | 特殊効果、特殊メイク |
| 2009年 | 『ジャーロ』                                                       | Giallo                                                              | 特殊効果、特殊メイク |
| 2011年 | 『デビルズ・レイプ』                                               | Morituris                                                           | 特殊効果、特殊メイク |
| 2012年 | 『ダリオ・アルジェントのドラキュラ』                               | Dracula 3D                                                          | 特殊効果             |
| 2012年 | 『ある愛へと続く旅』                                               | Venuto al mondo                                                     | 特殊効果             |
| 2019年 | ″Il signor Diavolo″                                                | （日本未公開）                                                      | 特殊効果             |
| 2022年 | 『ダークグラス』                                                   | Occhiali neri                                                       | 特殊効果             |
| 2024年 | ″Nato il Sei Ottobre″                                              | （日本未公開）                                                      | 特殊メイク           |